# It's a Laugh Productions
It's a Laugh Productions est un studio de production télévisuel, filiale de la Walt Disney Company. Il a déjà produit plusieurs séries originales de "Disney" essentiellement pour Disney Channel dont Les Sorciers de Waverly Place, La Vie de croisière de Zack et Cody, Hannah Montana, Sonny, Bonne chance Charlie ou encore Jonas L.A..
Les programmes sont considérés comme des Disney Channel Original Series à l'instar des téléfilms Disney Channel Original Movies de Disney Channel mais aussi comme des Disney XD Original Series lorsqu'ils sont diffusés sur Disney XD.

## Historique
It's a Laugh Productions a été créé le 3 novembre 2003 pour remplacer le studio Brookwell McNamara Entertainment, producteurs des séries La Guerre des Stevens et Phénomène Raven.
En 2010, le studio produit sa première Disney XD Original Series, I'm in the Band : Ma vie de rocker diffusée sur Disney XD.

## Production
| #  | Nom                                   | Date de diffusion du premier épisode | Date de diffusion du dernier épisode | Nombre d'épisodes | Chaîne         |
| -- | ------------------------------------- | ------------------------------------ | ------------------------------------ | ----------------- | -------------- |
| 1  | La Vie de palace de Zack et Cody      | 18 mars 2005                         | 1er septembre 2008                   | 87                | Disney Channel |
| 2  | Hannah Montana                        | 24 mars 2006                         | 16 janvier 2011                      | 98                | Disney Channel |
| 3  | Cory est dans la place                | 12 janvier 2007                      | 12 septembre 2008                    | 34                | Disney Channel |
| 4  | Les Sorciers de Waverly Place         | 12 octobre 2007                      | 15 mars 2013 (USA)                   | 106               | Disney Channel |
| 5  | La Vie de croisière de Zack et Cody   | 26 septembre 2008                    | 6 mai 2011                           | 71                | Disney Channel |
| 6  | Sonny                                 | 8 février 2009                       | 2 janvier 2011                       | 47                | Disney Channel |
| 7  | Jonas L.A.                            | 2 mai 2009                           | 3 octobre 2010                       | 34                | Disney Channel |
| 8  | I'm in the Band : Ma vie de rocker    | 18 janvier 2010                      | 9 décembre 2011                      | 41                | Disney XD      |
| 9  | Bonne chance Charlie                  | 4 avril 2010                         | 16 février 2014                      | 97                | Disney Channel |
| 10 | Paire de rois                         | 22 septembre 2010                    | 18 février 2013                      | 67                | Disney XD      |
| 11 | Shake It Up                           | 7 novembre 2010                      | 13 novembre 2013                     | 75                | Disney Channel |
| 12 | Sketches à gogo !                     | 5 juin 2011                          | 25 mars 2012                         | 29                | Disney Channel |
| 13 | Tatami Academy                        | 13 juin 2011                         | 25 mars 2015                         | 32                | Disney XD      |
| 14 | Section Genius                        | 17 juin 2011                         | 21 mars 2014                         | 62                | Disney Channel |
| 15 | Jessie                                | 30 septembre 2011                    | 16 octobre 2015                      | 98                | Disney Channel |
| 16 | Austin et Ally                        | 4 décembre 2011                      | 10 janvier 2016                      | 87                | Disney Channel |
| 17 | Les Bio-Teens                         | 27 février 2012                      | 3 février 2016                       | 90                | Disney XD      |
| 18 | Crash & Bernstein                     | 8 octobre 2012                       | 11 août 2014                         | 39                | Disney XD      |
| 19 | #doggyblog                            | 12 octobre 2012                      | 25 septembre 2015                    | 69                | Disney Channel |
| 20 | Liv et Maddie                         | 19 juillet 2013                      | 24 mars 2017                         | 80                | Disney Channel |
| 21 | Mighty Med, super urgences            | 7 octobre 2013                       | 9 septembre 2015                     | 44                | Disney XD      |
| 22 | C'est pas moi                         | 17 janvier 2014                      | 16 octobre 2015                      | 39                | Disney Channel |
| 23 | Le Monde de Riley                     | 27 juin 2014                         | 20 janvier 2017                      | 72                | Disney Channel |
| 24 | Agent K.C.                            | 18 janvier 2015                      | 2 février 2018                       | 75                | Disney Channel |
| 25 | Best Friends Whenever                 | 26 juin 2015                         | 11 décembre 2016                     | 30                | Disney Channel |
| 26 | Guide de survie d'un gamer            | 22 juillet 2015                      | 2 janvier 2017                       | 37                | Disney XD      |
| 27 | Camp Kikiwaka                         | 31 juillet 2015                      | 2 août 2024                          | 161               | Disney Channel |
| 28 | Les Bio-Teens : Forces spéciales      | 2 mars 2016                          | 22 octobre 2016                      | 15                | Disney XD      |
| 29 | Frankie et Paige                      | 24 juin 2016                         | 13 avril 2019                        | 63                | Disney Channel |
| 30 | Raven                                 | 21 juillet 2017                      | 3 septembre 2023                     | 123               | Disney Channel |
| 31 | Coop et Cami                          | 12 octobre 2018                      | 11 septembre 2020                    | 49                | Disney Channel |
| 32 | Sidney au max                         | 25 janvier 2019                      | 26 novembre 2021                     | 63                | Disney Channel |
| 33 | Les super-vilains de Valley View      | 3 juin 2022                          | 1er décembre 2023                    | 39                | Disney Channel |
| 34 | Waverly Place : Les Nouveaux Sorciers | 29 octobre 2024                      | en cours                             | 21                | Disney Channel |

## Identité visuelle (logo)

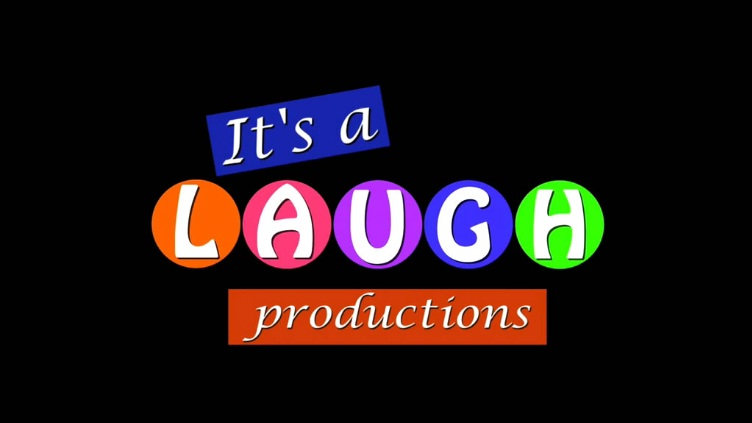
(2004-2015)
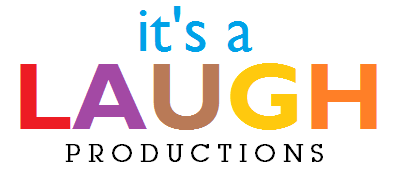
(2015-2019)